# Paul de Bont
Paul de Bont (Ulvenhout, 20 april 1961) is een Nederlandse auteur en documentaire-producent. Hij is de zoon van jeugdboekenschrijver H.G. de Bont. Zijn bedrijf Paul de Bont Producties bestaat sinds 1993 en maakte documentaires en series als Aletta's Reis, Dromen van Curaçao en De 10 Geboden.
In 2021 debuteerde Paul de Bont bij Kosmos Uitgeverij met het boek Rust, regelmaat en fikkie stoken, een vrolijk opvoedboek voor ouders. In 2022 volgde het boek Eerste hulp bij kinderwens: Complete gids om zwanger te worden door seks, hormonen, IVF, donors, draagmoeders en nog veel meer.